# IPhone 8
L'iPhone 8 e l'iPhone 8 Plus appartengono all'undicesima generazione di smartphone sviluppati dalla casa californiana Apple e sono stati presentati il 12 settembre 2017 al Steve Jobs Theater insieme all'iPhone X. Sono stati gli ultimi smartphone Apple dotati di tasto Home e Touch ID (sostituiti dal Face ID nei modelli successivi), fino alla presentazione dell'iPhone SE di seconda generazione (versione aggiornata dell'iPhone 8), avvenuta il 15 aprile 2020.

## Software
L'iPhone 8 fu messo in vendita con l'undicesima versione del sistema operativo di Apple, iOS 11: esso porta diverse nuove funzioni, tra le quali spicca il centro di controllo.
Gli aggiornamenti di iOS per gli iPhone 8 ed 8 Plus sono stati interrotti con la versione di iOS 17 nel 2023, che non è possibile installare in questo device.

## Hardware

### Colori, capacità, dimensioni e massa
| Colorazioni | Colorazioni     | Colorazioni |
| Nome        | Nome            | Fronte      |
| ----------- | --------------- | ----------- |
|             | Argento         | Bianco      |
|             | Oro             | Bianco      |
|             | Grigio siderale | Nero        |
|             | Product Red     | Nero        |

L'iPhone 8 fu disponibile in 4 colorazioni: Argento, Grigio siderale, Oro e, dal 13 aprile 2018, rosso (PRODUCT)RED.
Inizialmente fu disponibile nelle capacità da 64 GB e 256 GB; quest'ultima fu sostituita dalla versione da 128 GB il 10 settembre 2019.
L'iPhone 8 è teoricamente e praticamente l'iPhone 7S ed in quanto tale il suo design è praticamente identico a quello del predecessore: le differenze sono il reimpiego della colorazione Grigio siderale in sostituzione delle colorazioni Nero lucido e Nero opaco, l'eliminazione della colorazione Oro rosa (la colorazione Oro tende al rosa), le parti superiore ed inferiore non più smussate e la parte posteriore di vetro anziché di alluminio. Le dimensioni dell'iPhone 8 sono 138,3 mm di lunghezza, 67,3 mm di larghezza e 7,3 mm di spessore; il peso è di 148 grammi.

### Display
L'iPhone del 2017 è dotato di un Retina Display HD, widescreen retroilluminato LED da 4,7" (iPhone 8) e 5,5" (iPhone 8 Plus) con tecnologia multi-touch IPS.
La risoluzione è di 1334 × 750 pixel a 326 ppi con un contrasto (tipico) di 1400:1 sull'iPhone 8, mentre è di 1920 × 1080 pixel a 401 ppi e contrasto (tipico) di 1300:1 sull'iPhone 8 Plus.
Entrambi i modelli sono dotati di un display ad ampia gamma cromatica (P3) con una luminosità massima (tipica) di 625 cd/m².

### Chip e RAM
L'iPhone 8 monta il chip A11 Bionic con un'architettura a 64 bit dotata di quattro core (una coppia di core ad alta capacità e un'altra ad alta efficienza, che operano una in alternativa all'altra). È integrato anche un coprocessore di movimento M11. L'iPhone 8 è dotato di 2 GB di RAM, mentre l'iPhone 8 Plus di 3 GB.

### Fotocamera
L'iPhone 8 è dotato di una fotocamera posteriore da 12 MP con diaframma aumentato, apertura ƒ/1.8 e zoom digitale fino a 5x; l'iPhone 8 Plus è inoltre dotato di una fotocamera posteriore a doppio obiettivo, con la doppia funzione di grandangolo e zoom e la profondità di campo.
Entrambi i modelli sono adesso dotati di una stabilizzazione ottica dell'immagine, obbiettivo a sei elementi e flash True Tone Quad-LED.
La fotocamera anteriore da 7 MP è capace di registrare video HD (1080p) con diaframma con apertura ƒ/2.2 e Retina Flash, capace di registrare video 4K a 60, 30 o 24 fps, Full HD (1080p) a 60 o 30 fps oppure HD (720p) a 30 fps.
L'iPhone 8 è capace di registrare video in slow-motion Full HD (1080p) a 240 o 120 fps oppure HD (720p) a 240 fps.

### Resistenza alle intemperie
Gli iPhone 8 e 8 Plus sono certificati IP-67 per resistenza alla polvere e all'acqua (profondità massima di 1 metro fino a 30 minuti), secondo lo standard IEC 60529.

### Ricarica wireless
La parte posteriore degli iPhone 8 e 8 Plus è di vetro e perciò sono compatibili con la ricarica wireless; per caricarli in questo modo bisogna appoggiarli sopra un caricatore Qi compatibile.

### Sensori
L'iPhone 8 è dotato di un sensore di impronte digitali (Touch ID), un barometro, un giroscopio a 3 assi, un accelerometro, un sensore di prossimità e un sensore di luce ambientale.

### Batteria
Grazie all'architettura del processore Apple A11, iPhone 8 permette un'autonomia di 2 ore in più rispetto al suo predecessore iPhone 7:
- autonomia in conversazioni (wireless): fino a 14 ore su rete 3G;
- autonomia in standby: fino a 10 giorni (240 ore);
- navigazione Internet:
  - fino a 12 ore sulla rete per 3G/4G/LTE;
  - fino a 14 ore su rete Wi-Fi
- riproduzione video in wireless: fino a 13 ore;
- riproduzione audio in wireless: fino a 40 ore.

L'autonomia di iPhone 8 Plus rispetto al precedente iPhone 7 Plus rimane invece pressoché invariata.
- autonomia in conversazione (wireless): fino a 21 ore;
- navigazione Internet: fino a 13 ore;
- riproduzione video (wireless): fino a 14 ore;
- riproduzione audio (wireless): fino a 60 ore
- ricarica completa in un'ora e 30 minuti col caricabatterie fornito in confezione.

## Spot pubblicitari
- Apple, Rivelazione, su YouTube.
- Apple, (PRODUCT)RED, su YouTube.
- Apple, Ritratti di lei, su YouTube.